# 格奥尔基·扎鲁宾
格奥尔基·尼古拉耶维奇·扎鲁宾，（俄语：Георгий Николаевич Зарубин，1900年5月6日—1958年11月24日），苏联政治人物、外交官。曾任莫洛托夫工业学院院长；苏联轻工业人民委员部教育机构总局局长；苏联外交人民委员部领事司司长；苏联驻加、英、美特命全权大使；苏联外交部副部长等职务。

## 生平
- 1900年5月6日出生于萨拉托夫省谢尔多布斯基区戈利齐诺村。1913年起在当地做工人。1918年毕业于会计课程学校。
- 1918年-1924年，苏俄红军服役。1919年加入俄共（布）。
- 1924年-1928年，穆罗姆、梅连基纺织厂厂长。
- 1928年-1931年，斯大林工业学院纺织系学习。
- 1931年-1935年，莫洛托夫工业学院院长。1932年以校外学生的身份毕业于莫斯科纺织学院。
- 1935年-1938年，苏联轻工业人民委员部教育机构总局局长。
- 1938年-1940年，纽约世博会苏联馆的副总政委兼艺术委员会主席。
- 1940年-1941年，苏联外交人民委员部领事司司长。
- 1941年-1944年，苏联人民外交事务委员会拉丁美洲部主任。
- 1944年3月-1946年9月，苏联驻加拿大特命全权大使。1944年6月8日递交国书。
- 1946年9月-1952年6月，苏联驻英国特命全权大使。1947年1月23日递交国书。[2]
- 1952年6月-1958年1月，苏联驻美国特命全权大使。[3]1952年9月25日递交国书。
- 1958年1月-11月，苏联外交部副部长。
- 1958年11月24日于莫斯科逝世，享年58岁。[4]。葬于新圣女公墓。

扎鲁宾是苏共第19-20届中央候补委员。

## 荣誉
- 一级卫国战争勋章（1945）
- 劳动红旗勋章（1944）
- 1941-1945年伟大卫国战争中忘我劳动奖章